# هله‌لویا (ترانه پنیک ات د دیسکو)
«هله‌لویا» تک‌آهنگی از گروه موسیقی پاپ پانک پنیک ات د دیسکو است که در ۲۰ آوریل ۲۰۱۵ منتشر شد.
این تک‌آهنگ در چارت ترانه‌های راک آمریکا جزو ده ترانه اول قرار گرفت. همچنین در چارت آمریکا به رتبه ۴۰ رسید که پرفروشترین کار آنها از ترانه من گناهان را می‌نویسم نه تراژدی‌ها را است.